# 5323 Fogh
5323 Fogh è un asteroide della fascia principale. Scoperto nel 1986, presenta un'orbita caratterizzata da un semiasse maggiore pari a 2,3980547 au e da un'eccentricità di 0,1976239, inclinata di 3,31183° rispetto all'eclittica.
L'asteroide è dedicato all'astronomo danese Hans Jørn Fogh Olsen.